# (35548) 1998 FL107
1998 FL107 (asteroide 35548) é um asteroide da cintura principal. Possui uma excentricidade de 0.14091480 e uma inclinação de 14.54905º.
Este asteroide foi descoberto no dia 31 de março de 1998 por LINEAR em Socorro.